# Perry Mason: The Case of the Mandarin Murder
Perry Mason: The Case of the Mandarin Murder ist ein Computerspiel der US-amerikanischen Firma Telarium (früher: Trillium) aus dem Jahr 1985. Es gehört zum Genre der Textadventures mit Grafiken (Interactive Fiction with Graphics) und basiert auf der literarischen Figur des fiktiven Strafverteidigers Perry Mason, die von dem Schriftsteller Erle Stanley Gardner geschaffen wurde.

## Handlung
Die Handlung im Stil einer Kriminalgeschichte mit Elementen eines Justizthrillers spielt in den USA. Victor Kapp, ein prominenter Restaurantinhaber, wurde ermordet, seine Ehefrau Laura wird des Mordes verdächtigt. Der Spieler übernimmt als Strafverteidiger Perry Mason die Verteidigung und muss vor Gericht die zwölfköpfige Jury von ihrer Unschuld überzeugen. Nebenfiguren des Adventures sind Masons Sekretärin Della Street, der Privatdetektiv Paul Drake und der Polizist Arthur Tregg.

## Spielprinzip und Technik
Perry Mason ist ein Textadventure, das heißt, Umgebung und Geschehnisse werden als Bildschirmtext ausgegeben und die Visualisierung obliegt zum größten Teil der Fantasie des Spielers. Im Gegensatz zu klassischen Textadventures, die über keinerlei grafische Ausschmückung verfügen, wartet Perry Mason mit einem Bild der jeweiligen Umgebung oder des jeweiligen Gesprächspartners auf. Dieses nimmt etwa 40 % des Bildschirms ein, die übrigen 60 % dienen der Textaus- und -eingabe. Während vergleichbare Spiele wie die der Firmen Level 9 oder Magnetic Scrolls eine einheitliche Präsentation boten und die Bilder im oberen und den Text im unteren Bildschirmteil positionierten, wurden in Perry Mason Bilder von Personen hochkant am Seitenrand dargestellt.
Über die Tastatur kann der Spieler aus mehreren Wörtern bestehende Kommandos eingeben, die von einem Parser abgearbeitet werden. Der Parser ermöglicht dabei einen komplexen Satzbau. Die Anleitung des Spiels enthält eine ausführliche Wortliste für den Parser.

## Produktionsnotizen
Das Spiel hat eine zweidimensionale Grafik, eine Titelmelodie und Soundeffekte. Es wurde für die Heimcomputer Apple II, Atari ST, Commodore 64 und MSX2 sowie Personal Computer mit dem Betriebssystem MS-DOS umgesetzt. Die Portierung für MSX2-Systeme war eine Übersetzung ins Spanische (El Caso del Asesinato en el Mandarin) und mit neuen Illustrationen ausgestattet.
Die fiktive Anwaltsfigur Perry Mason und die Nebenfiguren Della Street, Paul Drake und Arthur Tregg sind Schöpfungen des Schriftstellers Erle Stanley Gardner. Bei der Produktion des Adventures hat eine Bostoner Anwaltskanzlei beratend mitgewirkt.

## Rezeption
Die deutsche ASM lobte den Parser des Spiels, der die Genrereferenz bei Grafikadventures darstelle und fast an die Qualität des Parsers der reinen Textadventures von Branchenprimus Infocom heranreiche. Zusätzlich wären die Texte des Spiels „locker und gut“ geschrieben und würden durch „fantastische Farbgrafiken und ein(en) dreistimmigen Sound“ untermalt. Besonders hervorzuheben sei der für ein Spiel dieser Qualität günstige Verkaufspreis. Die Happy Computer befand, dass die Story in ihrer Qualität den Buchvorlagen entspreche. Das Magazin lobte die Grafik des Spiels, den Parser sowie die gedruckte Anleitung. In Summe sei das Spiel zwar den Infocom-Adventures qualitativ unterlegen, stelle jedoch im Segment der Gerichtssimulationen die Branchenreferenz dar.
Spielerezensionen in den 1980er-Jahren betonten die realitätsnahen Gerichtsszenen, die variantenreiche Zeugenbefragungen, Beeinflussungen der Jurymitglieder und andere Interaktionen des Spielers ermöglichten. Ein amerikanischer Rezensent sprach von einem bedeutenden Durchbruch für das Genre ("It is also a major breakthrough in interactive fiction.").
In einer Untersuchung zur Computerspielgeschichte und -theorie aus dem Jahr 2006 wurde die Spielerfahrung von Perry Mason als einzigartig im Bereich der Interactive Fiction (IF) und als einer der interessantesten möglichen Wege für die weitere Erkundung des Genres gewürdigt ("The whole thing adds up to a game experience that is completely unique in IF, and indeed one of the most interesting potential pathways for further exploration in the genre."). Auf der einen Seite sei die Idee der realistischen Simulation einer Gerichtsverhandlung zwar eindrucksvoller gewesen als die praktische Umsetzung, was auf generelle Strukturprobleme der textbasierten Interactive Fiction und die Hardware-Restriktionen in den 1980er-Jahren zurückzuführen sei. Auf der anderen Seite sei es für den Spieler aber anspruchsvoll und lohnend, den richtigen Weg zu einem gerechten Urteil der Jury zu finden. Eine Besonderheit seien dabei die unterschiedlichen Spielenden des Adventures: Das Spiel könne sowohl mit einem Freispruch der Mandantin Laura Kapp erfolgreich abgeschlossen werden als auch – was schwieriger sei – mit einem Freispruch und der Überführung des tatsächlichen Mörders.